# Doudrac
Doudrac ist eine französische Gemeinde mit 108 Einwohnern (Stand 1. Januar 2022) im Département Lot-et-Garonne in der Region Nouvelle-Aquitaine (vor 2016: Aquitanien). Die Gemeinde gehört zum Arrondissement Villeneuve-sur-Lot und zum Kanton Le Haut Agenais Périgord (bis 2015: Kanton Villeréal).
Der Name der Gemeinde leitet sich von einem Landgut ab, das einem „Dotirius“ gehörte.
Die Einwohner werden Doudracais und Doudracaises genannt.

## Geographie
Doudrac liegt ca. 28 km nördlich von Villeneuve-sur-Lot in der historischen Provinz Agenais an der nördlichen Grenze zum benachbarten Département Dordogne.
Umgeben wird Doudrac von den fünf Nachbargemeinden:
|           | Sainte-Radegonde (Dordogne)                 |                  |
| Cavarc    | Kompassrose, die auf Nachbargemeinden zeigt | Mazières-Naresse |
| Ferrensac | Bournel                                     |                  |

Doudrac liegt im Einzugsgebiet des Flusses Garonne.
Der Dropt, einer seiner Nebenflüsse, bildet die natürliche Grenze zu der südlichen Nachbargemeinde Bournel. Die Bournègue, ein Nebenfluss des Dropt, bildet die natürliche Grenze zu der nördlichen Nachbargemeinde Sainte-Radegonde. Der Pontillou mündet auf dem Gebiet der Gemeinde in die Bournègue.

## Geschichte
Bis zum 13. Jahrhundert war das Dorf dem Seigneur von Montaut abhängig, anschließend von den Räten von Castillonnès. Im Zentrum befand sich neben der romanischen Kirche einst ein Priorat, das der Abtei von Sarlat unterstand und heute verschwunden ist.
Im Jahre 2004 wurde auf dem Gebiet der Gemeinde Spuren einer frühen Besiedelung entdeckt. Es handelt sich um ein unterirdisches Refugium, das vermutlich aus dem Mittelalter datiert. Unterhalb eines Hügels, der sich heute in Privatbesitz befindet, gewährt ein einziger Eingang Zutritt zu einer Anlage mit einer Ausdehnung von 20 m². Sie besteht aus drei mit Tunnel verbundenen Räumen.

## Einwohnerentwicklung

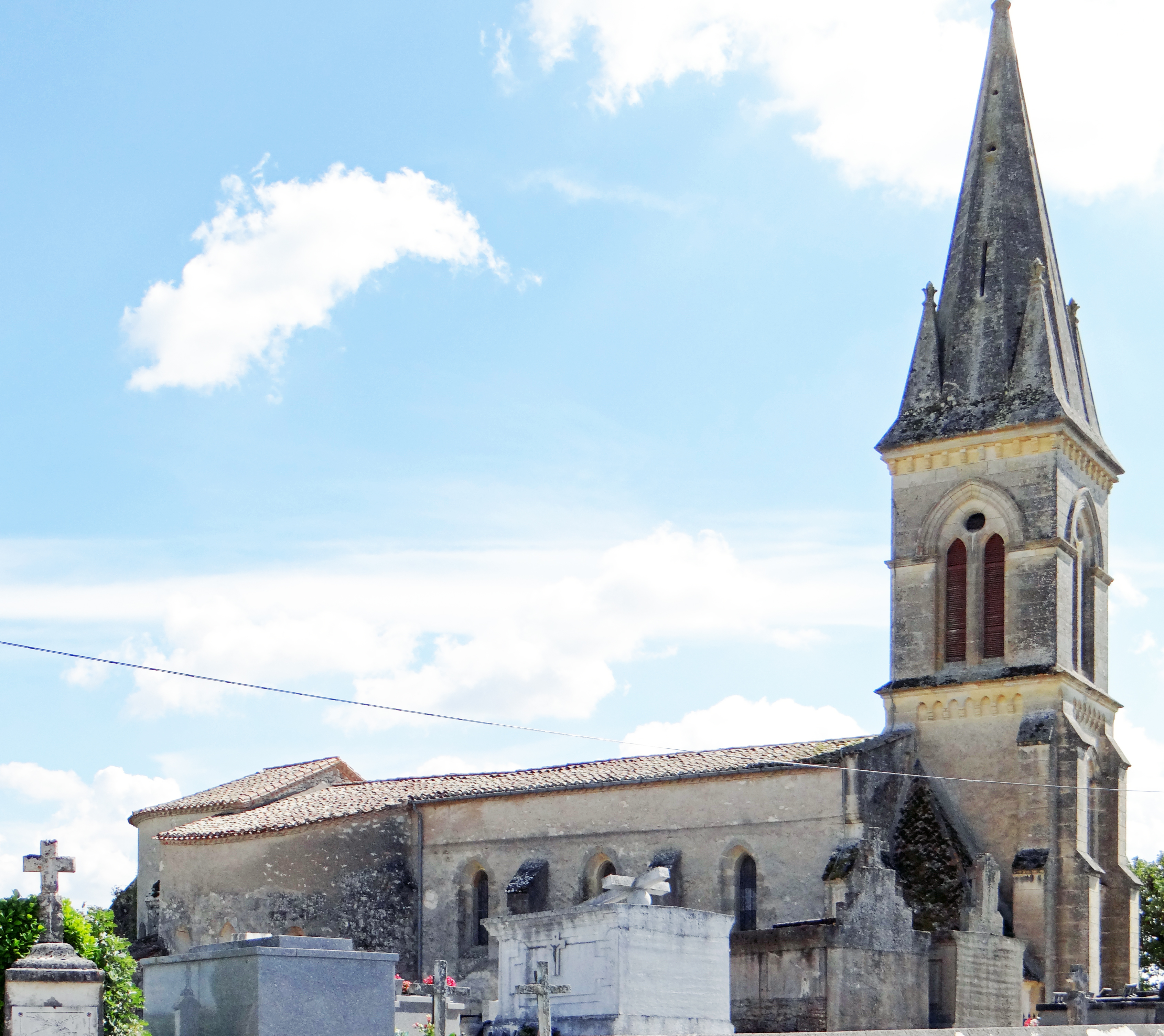
Pfarrkirche Saint-Jean-Baptiste

Nach Beginn der Aufzeichnungen stieg die Einwohnerzahl bis zur ersten Hälfte des 19. Jahrhunderts auf einen Höchststand von rund 395. In der Folgezeit sank die Größe der Gemeinde bei kurzen Erholungsphasen bis zu den 1980er Jahren auf rund 80 Einwohner, bevor sich die Größe auf ein Niveau von rund 100 Einwohnern stabilisierte, in jüngster Zeit jedoch wieder stagnierte.
| Jahr      | 1962 | 1968 | 1975 | 1982 | 1990 | 1999 | 2006 | 2011 | 2022 |
| --------- | ---- | ---- | ---- | ---- | ---- | ---- | ---- | ---- | ---- |
| Einwohner | 121  | 115  | 103  | 81   | 97   | 101  | 98   | 108  | 108  |

## Sehenswürdigkeiten
- Pfarrkirche Saint-Jean-Baptiste

## Wirtschaft und Infrastruktur
Die Landwirtschaft ist der wichtigste Wirtschaftsfaktor der Gemeinde.

### Verkehr
Doudrac wird durchquert von der Route départementale 250. Die Gemeinde ist außerdem erreichbar über Nebenstraßen, die von den Routes départementales 207 (Dordogne: 14) und 250E (Dordogne: 19) abzweigen.